# Vonda N. McIntyre
Vonda Neel McIntyre (Louisville, 28 augustus 1948 – Seattle, 1 april 2019) was een Amerikaanse schrijfster van fantasy en sciencefictionwerken. 

## Loopbaan
Ze studeerde biologie aan de Universiteit van Washington in Seattle.
McIntyre's bekendste werk is de roman Dreamsnake waarmee ze de Hugo, Nebula en Locus Awards won. In 1994 kreeg ze de mogelijkheid om met een beurs aan een filmschrijversproject mee te doen. Ze schreef de screenplays Illegal Alien  en The Moon and the Sun. Dit laatste script verwerkte ze tot roman waarmee ze in 1997 haar tweede Nebula in de wacht sleepte. Het fantasy-boek speelt in 1693 aan het hof van Lodewijk XIV in Versailles.
Vonda heeft van een aantal Star Trek films een romanversie gemaakt en van Barbary en Dreamsnake heeft ze screenplays vervaardigd. 